# L'Espona (Orís)
|  | Aquest article tracta sobre una masia d'Orís (Osona). Si cerqueu la colònia tèxtil de Sant Joan de les Abadesses (Ripollès), vegeu «Colònia Espona». |

L'Espona, o també l'Espona de Saderra, és una masia del municipi d'Orís (Osona), situada en un meandre de la riba esquerra del Ter.
El lloc és esmentat ja el 997. Els Espona apareixen plenament documentats al segle xv, quan una pubilla del mas Saderra d'Orís va aportar el patrimoni d'aquest mas a la família. Des de llavors el mas s'ha conegut com l'Espona de Saderra i va arribar a ser la propietat rural més important de la contrada, amb els seus propietaris elevats a la categoria de ciutadans honrats de Barcelona. La família es cognomenà Esteve a partir de mitjan segle xviii, i més tard Barnola, nom de l'actual propietari. L'actual edifici és un notable casal del segle xviii.

## El Molí de l'Espona
A uns dos-cents metres hi ha també el Molí de l'Espona. Es tracta d'un edifici format per dos cossos perpendiculars, el més llarg de dues plantes i el més curt, on hi ha l'obrador i les estructures del molí, de tres. La teulada és de teula àrab a doble vessant, les parets són de pedra vista unida amb morter de calç i la majoria d'obertures són d'arc rebaixat i de rajol vist. L'edifici actual del molí, situat molt a prop de la casa, data, pels seus elements, del segle xix, tot i que té uns orígens més antics.